# Pan (film fra 1995)
 For alternative betydninger, se Pan (flertydig). (Se også artikler, som begynder med Pan)
Pan er en dansk-norsk-tysk film fra 1995 instrueret af den danske filminstruktør Henning Carlsen, som også skrev også manuskriptet. Det er baseret på Knut Hamsuns roman med samme titel fra 1894, som også inkluderer novellen Glahns død. Et papir fra 1861, som Hamsun havde skrevet og udgivet tidligere, men som senere blev lagt ind i romanen.
Det er den fjerde filmversion af romanen. Andre versioner blev udgivet i 1922, 1937 og 1962.